# العلاقات الصومالية الماليزية
العلاقات الصومالية الماليزية هي العلاقات الثنائية التي تجمع بين الصومال وماليزيا.

## مقارنة بين البلدين
هذه مقارنة عامة ومرجعية للدولتين:
| وجه المقارنة                                              | الصومال                        | ماليزيا       |
| --------------------------------------------------------- | ------------------------------ | ------------- |
| المساحة (كم2)                                             | 637.66 ألف                     | 330.29 ألف    |
| عدد السكان (نسمة)                                         | 14.74 مليون                    | 31.62 مليون   |
| الكثافة السكانية (ن./كم²)                                 | 23.12                          | 95.73         |
| العاصمة                                                   | مقديشو                         | كوالالمبور    |
| اللغة الرسمية                                             | اللغة الصومالية، اللغة العربية | لغة ماليزية   |
| العملة                                                    | شلن صومالي                     | رينغيت ماليزي |
| الناتج المحلي الإجمالي (بليون دولار)                      | 7.37 مليار                     | 314.50 مليار  |
| الناتج المحلي الإجمالي (تعادل القوة الشرائية) بليون دولار |                                | 817.43 مليار  |
| الناتج المحلي الإجمالي الاسمي للفرد دولار أمريكي          | 549                            | 9.77 ألف      |
| الناتج المحلي الإجمالي للفرد دولار أمريكي                 |                                | 25.64 ألف     |
| مؤشر التنمية البشرية                                      |                                | 0.779         |
| رمز المكالمات الدولي                                      | +252                           | +60           |
| رمز الإنترنت                                              | .so                            | .my           |
| المنطقة الزمنية                                           | ت ع م+03:00                    | ت ع م+08:00   |

## منظمات دولية مشتركة
يشترك البلدان في عضوية مجموعة من المنظمات الدولية، منها:
| علم المنظمة | اسم المنظمة                               | تاريخ انضمام الصومال | تاريخ انضمام ماليزيا |
| ----------- | ----------------------------------------- | -------------------- | -------------------- |
|             | مؤسسة التنمية الدولية                     | 31 أغسطس 1962        | 24 سبتمبر 1960       |
|             | يونسكو                                    | 15 نوفمبر 1960       | 16 يونيو 1958        |
|             | الأمم المتحدة                             | 20 سبتمبر 1960       | 17 سبتمبر 1957       |
|             | الفريق المعني برصد الأرض                  | ?                    | ?                    |
|             | الاتحاد البريدي العالمي                   | ?                    | ?                    |
|             | البنك الدولي للإنشاء والتعمير             | 31 أغسطس 1962        | 7 مارس 1958          |
|             | منظمة التعاون الإسلامي                    | ?                    | ?                    |
|             | منظمة حظر الأسلحة الكيميائية              | ?                    | ?                    |
|             | الاتحاد الدولي للاتصالات                  | 28 سبتمبر 1962       | 3 فبراير 1958        |
|             | مؤسسة التمويل الدولية                     | 31 أغسطس 1962        | 20 مارس 1958         |
|             | المركز الدولي لتسوية المنازعات الاستشارية | 30 مارس 1968         | 14 أكتوبر 1966       |
|             | منظمة الشرطة الجنائية الدولية             | ?                    | ?                    |

## وصلات خارجية
- موقع وزارة الخارجية الصومالية
- موقع وزارة الخارجية الماليزية